# Мораско

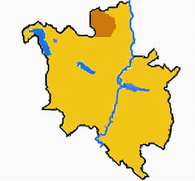
Мораско

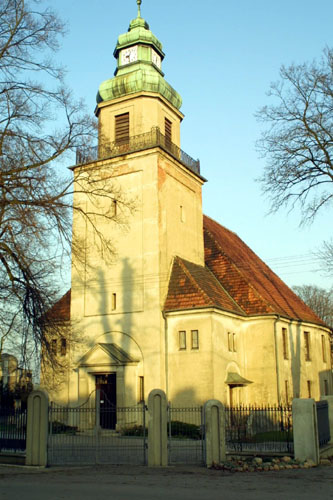
Церква Усікновення глави Іоанна Хрестителя в Познані

Мораско (пол. Morasko) — заміська частина Познані, в районі Мораско-Радоєво, розташована коло північної межі міста. Займає досить великий, але слабо урбанізований терен. З заходу і північного заходу межує з підпознанським Сухим Лісом, осередком приватних будинків, який швидко розвивається (Алексадрово). На північному сході і сході межує з районом Радоєво, на сході з Умультово. На півдні дільниця Мораско межує з познанським районом Пйотково, який забудований багатоповерховими житловими будинками.

## Історія
Село та його терени були додані до адміністративних меж Познані у 1987 році. Саме село відоме з 1388 року, яке належало до парафії села Хойніца (сьогодні вже не існує), хоча правдоподібно, що тут існувало поселення вже у X столітті. У 1403 році в Мораску, яке вже тоді так називалося, побудовано дерев'яний костьол. У 1507 році парафія Мораско була ліквідована і приєднана до парафії й Хойниці.
На початку XX століття Мораско активно колонізувалося німцями і його назва була змінена на Nordheim. В 1907 році збудований протестантський костьол.

## Туризм
Терени Мораска мають великі пейзажні та туристичні переваги. Його перетинають декілька стежок для піших та велосипедистів, які позначені знаками і якими користуються мешканці Познані.